# John Ratcliffe
John Ratcliffe (* 20. října 1965 Mount Prospect, Illinois) je americký republikánský politik, od ledna 2025 ředitel Ústřední zpravodajské služby ve druhé vládě Donalda Trumpa. V letech 2020–2021 zastával úřad ředitele tajných služeb v prvním Trumpově kabinetu. Mezi roky 2015–2020 byl členem americké Sněmovny reprezentantů za čtvrtý texaský okrsek.

## Kariéra
V červnu 2019 americký prezident Donald Trump oznámil, že John Ratcliffe nahradí Dana Coatse jako ředitel tajných služeb. Po rozporuplných reakcích nastoupil do úřadu po necelém roce v květnu 2020. Z úřadu odešel 20. ledna 2021 na konci prvního Trumpova volebního období. Ve vládě Joea Bidena jej nahradila Avril Hainesová.
Po prezidentských volbách 2024 byl 12. listopadu téhož roku nominován zvoleným prezidentem Donaldem Trumpem na post ředitele Ústřední zpravodajské služby (CIA).
Byl jedním z účastníků Aféry "Signalgate", která v březnu roku 2025 odhalil závažné nedostatky v bezpečnosti komunikace v administrativě prezidenta Donalda Trumpa. V chatovací skupině aplikace Signal diskutovali o evropských spojencích a citlivých vojenských operacích, konkrétně o plánovaných útocích na Íránem podporované povstalce Hútie v Jemenu, a sdíleli podrobnosti o cílech, použitých zbraních a časech útoků.